# Ylivuomasenjärvi
Ylivuomasenjärvi är en sjö i Pajala kommun i Norrbotten och ingår i Kalixälvens huvudavrinningsområde.